# Chiesa di San Flaviano (L'Aquila)
La chiesa di San Flaviano è un edificio religioso dell'Aquila, situato nel quarto di Santa Giusta. 
Deve la sua realizzazione ai castellani della Torre che contribuirono così alla fondazione della città nel XIII secolo. Danneggiata dal terremoto del 2009, è attualmente inagibile, con la sola facciata restaurata.

## Storia
La chiesa vanta una storia antichissima essendo gli abitanti della Torre tra i primi a stabilirsi sul luogo dove nacque L'Aquila, forse già prima della sua fondazione. Stando a quanto descritto dalle Cronache di Buccio di Ranallo infatti, la Torre — come anche i castelli di Acquili, Pile e Sant'Anza dalla parte opposta — era addirittura proprietaria di parte del colle sul quale nacque la città ed in virtù di questo prestigio era esentata dal pagamento del terreno; ragion per cui rimane un mistero la scelta dei costoloni orientali (luogo particolarmente impervio e scomodo) per l'insediamento del locale.
La struttura muraria della parte basamentale, riconducibile al cosiddetto apparecchio aquilano, ha una tessitura che è ritenuta essere la più antica della città insieme a quella della vicina chiesa di Santa Giusta. La sua costruzione può essere dunque attestata alla prima metà del XIII secolo — il che la rende uno dei pochi edifici sopravvissuti alla distruzione di Manfredi di Sicilia del 1259 — anche se è probabile che in origine dovesse trattarsi di una struttura difensiva riconvertita successivamente a chiesa nell'ambito della ricostruzione angioina del 1266.
Venne gravemente danneggiata dal terremoto del 1461, in seguito al quale lo storico Anton Ludovico Antinori scrisse che «più non si riconosceva». L'edificio venne quindi ricostruito nell'arco del XVI secolo come testimoniato dal materiale lapideo della parte inferiore della facciata. Poco dopo venne nuovamente colpito dal terremoto del 1703 che, tuttavia, lo danneggiò marginalmente; la chiesa venne comunque restaurata ed a questo periodo sono da ricondursi la parte superiore della facciata, con il finestrone rettangolare, ed alcune decorazioni interne. Sempre alla ricostruzione settecentesca è attribuibile la realizzazione di un campanile in alto a destra della facciata.
Il restauro effettuato nel 1923 ha prodotto lo smantellamento del campanile, la realizzazione dell'attuale soffitto e la scoperta di alcuni affreschi del XV e XVI secolo. Una vetrata policroma raffigurante San Flaviano, originariamente presente all'interno della chiesa, fa oggi parte della collezione del Museo nazionale d'Abruzzo.

## Descrizione
La chiesa è posta in posizione insolita, sul ciglio di uno dei costoloni che caratterizzano l'area tra Costa Masciarelli e via Fortebraccio, a poca distanza dalla chiesa capoquarto di Santa Giusta. La facciata è situata sul punto più alto del costolone, in piazza San Flaviano, rivolta verso occidente e posta frontalmente al palazzo Gagliardi Sardi, mentre la navata si sviluppa lungo la scarpata; tale collocazione conferisce all'edificio una certa imponenza. 
Lo stile della facciata riprende il classico schema aquilano a forma quadrangolare, con lesene laterali e cornicione orizzontale come in San Pietro a Coppito; una cornice marcapiano la divide in una parte inferiore ed una superiore; l'inferiore è di stampo cinquecentesco, dunque realizzata successivamente al terremoto del 1461, mentre la superiore è stata ulteriormente ricomposta in seguito al terremoto del 1703 e caratterizzata dalla presenza di un cornicione rettangolare in sostituzione di un originale rosone, oggi scomparso. Degno di nota è il portale che rimanda stilisticamente alla Porta Santa della basilica di Santa Maria di Collemaggio.
Internamente, la chiesa si presenta con un'aula rettangolare dalle forme semplicistiche poiché priva di articolazione laterali ed a copertura piana, quest'ultima a sostituzione di un precedente soffitto di stampo barocco oggi smantellato. La navata si conclude nella zona presbiteriale con tre cavità di cui due ad arco ogivale, presumibilmente d'origine settecentesca ed una ad arco a tutto sesto. L'incavo sul lato di destra si deve probabilmente alla presenza di un antico torrione che dominava dall'alto Porta Bazzano, uno dei principali ingressi alla città.